# Federico Guillermo de Brandeburgo-Schwedt (1715-1744)
Federico Guillermo de Brandeburgo-Schwedt (18 de marzo de 1715 - 12 de septiembre de 1744 en Praga) fue un Mayor General prusiano y comandante de la Infantería de Guardia. Era el hijo del Margrave Alberto Federico de Brandeburgo-Schwedt y de su esposa María Dorotea de Curlandia (1684-1743). Durante su vida sostuvo el título de cortesía de Margrave de Brandeburgo. Su primo hermano del mismo nombre (Federico Guillermo) era de la línea mayor y sostenía la ciudad y territorios de Schwedt.

## Biografía
En mayo de 1719, cuando solo tenía cuatro años de edad, se le concedió la Orden del Águila Negra.
A partir de 1734, participó como voluntario en las campañas del Ejército prusiano. Durante la Guerra de Sucesión Austríaca, fue herido en la batalla de Mollwitz. Su hermano Federico cayó en esta batalla.
En 1740, se formó la Infantería de Guardia a partir del Regimiento de Infantería n.º 15, y Federico Guillermo fue el primer coronel de la nueva unidad. El 16 de mayo de 1743, fue promovido a mayor general y hecho comandante de la Guardia.
Durante el Sitio de Praga en 1744, comandaba las trincheras. El rey estaba presente cuando murió por una bala de cañón. Su cuerpo fue transferido a Berlín y fue enterrado en la cripta de los Hohenzollern en la Catedral de Berlín.